# Institut zur Erforschung und Erschließung der Alten Musik in Dresden
Das Institut zur Erforschung und Erschließung der Alten Musik in Dresden e. V. war eine Forschungseinrichtung in Dresden, die sich mit Alter Musik befasste.

## Geschichte
Im Frühjahr 2006 gründeten Musikwissenschaftler, Musiker, Juristen und Wirtschaftler aus Dresden den Verein „Musikschätze aus Dresden“, dessen Ziel die Aufarbeitung der Musikgeschichte Dresdens des Zeitraumes 1600 bis 1815 darstellt. Der Verein ging im November 2007 eine Kooperation mit der Technischen Universität Dresden ein, infolge derer er mit Wirkung vom 28. Januar 2008 ein An-Institut der TU Dresden wurde, das seine Arbeit mit dem Masterstudiengang „Erschließung Älterer Musik“ des Instituts für Kunst- und Musikwissenschaft der Philosophischen Fakultät verknüpfte.
Hauptanliegen des An-Institutes war es, Sachsens reiches Dresdner Musikerbe aufzuarbeiten, Musik- und Schriftdokumente zu erschließen, musikhistorisch zu erforschen und zu bewerten. Dabei stellte die Herausgabe unbekannter Musikquellen, insbesondere die in der Sächsischen Landesbibliothek – Staats- und Universitätsbibliothek (SLUB) in Dresden aufbewahrten Drucke und Handschriften, ein zentrales Anliegen dar. Im Fokus standen unter anderem die Dresdner Hofkapellmeister Johann Adolph Hasse, Johann Gottlieb Naumann, Antonio Lotti und Johann David Heinichen sowie die Musiker Johann Joachim Quantz, Georg Gebel der Jüngere und Johann Georg Pisendel. Studenten, Doktoranden und Hochschulmitarbeiter sowie Musiker richteten die Werke dieser Komponisten aufführungspraktisch ein und stellten sie in modernen Editionen der Öffentlichkeit zur Verfügung.
Darüber hinaus bezog das Institut in seine Arbeit Manuskripte Dresdner Provenienz ein, die heute in Archiven und Bibliotheken außerhalb Dresdens liegen. Dazu gehörten beispielsweise einige in der Staatsbibliothek zu Berlin, der British Library in London und in der Bibliothèque du Collège Saint-Guillaume (Stift St. Thomas in Straßburg) befindlichen Kompositionen Johann Christoph Schmidts, Hofkapellmeister Augusts des Starken.
Die Kooperation mit der TU Dresden lief Ende Juli 2017 aus. Geplant sind seither weitere wissenschaftliche Arbeiten im Zusammenhang mit der Edition „Denkmäler der Tonkunst in Dresden“.

## Aufgabe
Das Institut zur Erforschung und Erschließung der Alten Musik in Dresden gab Notenmaterial heraus und betreibt den Aufbau einer Datenbank „Alte Musik in Dresden“, die als Forschungsportal und Informationszentrum für Alte Musik fungieren soll. An dem Aufbau der Datenbank „Alte Musik aus Dresden“ („Forschungsforum Alte Musik Dresden“) und der Editionsreihe Denkmäler der Tonkunst in Dresden waren Mitarbeiter und Studierende der Technischen Universität Dresden, der Hochschule für Musik Carl Maria von Weber Dresden, der Universität Marburg, der RISM-Arbeitsstelle an der Bayerischen Staatsbibliothek München sowie der RISM-Arbeitsstelle der SLUB Dresden, Musiker, Habilitanden und Komponisten aus Deutschland und den Vereinigten Staaten beteiligt.
Die fertiggestellten Ausgaben sind in den Digitalen Sammlungen der SLUB veröffentlicht, außerdem publiziert der Musikverlag Ries & Erler seit Frühjahr 2012 alle Bände der „Denkmäler der Tonkunst in Dresden“ als Druckausgaben und bietet für Musiker und Musikforscher Aufführungsmaterial an.

## Schriften
- Hans-Günter Ottenberg und Reiner Zimmermann (Hrsg.): Musiker-Migration und Musik-Transfer zwischen Böhmen und Sachsen im 18. Jahrhundert. Bericht über das Internationale Symposium vom 7. bis 9. November 2008. Dresden 2012.[4]

## Notenausgaben
- Johann Gottlieb (?) Graun, Jan Antonin Reichenauer, Franz (Jakob) Horneck: Fünf Fagottkonzerte. Hrsg. v. Hans-Günter Ottenberg. Ries und Erler, Berlin 2012, ISMN M-013-51295-9. (= Musikschätze aus Dresden, Ed. 1.)[5]